# Chrysochlorina haterius
Chrysochlorina haterius är en tvåvingeart som först beskrevs av Walker 1849.  Chrysochlorina haterius ingår i släktet Chrysochlorina och familjen vapenflugor.
Artens utbredningsområde är Venezuela. Inga underarter finns listade i Catalogue of Life.